# Пфеніг Роберт Августович
Ро́берт А́вгустович Пфе́ніг (Йосиф Адольфович Феніг; 1824—1899) — музикант, композитор і педагог німецького походження, перший директор Київського музичного училища.

## Загальні відомості
Робер Пфеніг приїхав до Києва з Німеччини на заробітки на початку 1850-х років.
З 1851 року — викладач музики, керівник хору і оркестру Київського кадетського корпусу.
1853—1868 — викладач італійського співу в Інституті шляхетних дівчат. 
З дня утворення 18 січня 1868 року в Києві музичного училища (нині Київський інститут музики імені Рейнгольда Глієра) Роберт Пфеніг був його незмінним директором протягом 6 років.
З 1874 його замінили послідовно  І. Альтані та Л. Альбрехт.
1876—1899 — працював у Ташкенті, викладав німецьку мову в гімназії.
Як композитор, написав опери «Тарас Бульба», «Дніпровська русалка», квартети, романси, численні обробки народних пісень для хору. Зокрема, написав музику до української пісні «Скажи ж мені правду».
За релігійними поглядами — лютеранин.

### Політичні погляди
Виступав за запровадження російської опери в Києві, обґрунтовуючи свою позицію тим, що російська опера необхідна для підтримки та розвитку російської народності у краї".